# Expédition d'Amr ibn al-As
L’expédition de Amr ibn al-As, aussi connue comme la campagne de Dhatas Salasil, se déroula en septembre 629 AD, 8AH, 6e mois, du Calendrier Islamique,.